# 양용
양용(楊勇, 564년경 ~ 604년)은 중국 수나라 최초의 황태자이며, 수 문제 양견과 문헌황후 독고씨의 장남이다.

## 생애
북주 때에 조부 양충의 공으로 박평후에 봉해졌다. 이후 580년에 아버지 양견이 승상 겸 수왕에 봉해지자 수왕세자(隋王世子)에 책봉되었고, 그 이듬해인 581년에 아버지가 황제가 되자 황태자에 책봉되었다.
양용은 원래 우직한 성격이었고 배포가 컸다. 또한 여색을 좋아하였는데 양용의 부인인 황태자비 원씨가 죽었는데도 양용은 여색에 빠져 아내가 죽었는지도 몰랐다. 이로 인해 모후인 독고황후에게 자주 꾸중을 들었으며, 아우인 진왕 양광의 꾀에도 많이 넘어갔었다.
양용은 한편으로는 군사들을 모아 동궁의 친위대로 삼고 매일 훈련을 시켰다. 아버지 양견이 총애하던 궁녀를 독고황후가 죽이자 양견은 이에 항의하는 뜻으로 황궁을 나갔는데, 이때 양광이 양용에게 황궁의 수비를 담당하라고 일렀고, 그 다음날 양견이 돌아와 양용은 매우 심하게 꾸중을 들었다.
600년에 이부시랑 소좌보, 태자가령 주문동 등과 연무장에서 나눈 얘기들이 양광 일파에 의해 역모로 변질되었고, 결국 600년 12월에 양용은 황태자에서 폐위되어 서인으로 강등되었다. 이 때 상서좌복야 고경이 양견을 말렸으나 독고황후의 설득으로 결국 승인되었다.
양용은 이궁에 갇혀 신태자 양광과 친한 무위장 장형의 감시를 받았다. 심지어 장형은 양용에게 음식도 잘 주지 않았다 하며, 의관이 누추한 것이 노비보다도 못하였다 한다. 604년에 부황 양견의 병이 위중해지자 양광은 무위장 장형을 시켜 아버지 양견을 살해했으며, 뒤이어 양광은 자신의 근위장이자 우문술의 아들인 우문지급을 보내어 양용을 목졸라 죽였다.

## 양용이 등장한 작품
- 김용헌 - 2006년 (연개소문) SBS 드라마